# 木槿生单囊壳
木槿生单囊壳（学名：Sphaerotheca hibiscicola）是属于白粉菌目白粉菌科单囊壳属的一种真菌，寄生在木槿属植物上。该种分布于中国。